# 맨귀다람쥐원숭이
맨귀다람쥐원숭이(Saimiri ustus)는 꼬리감는원숭이과에 속하는 다람쥐원숭이의 일종이다. 브라질에서 발견된다.